# پارک ساحلی جمیرا
پارک ساحلی جمیرا (به عربی: حَدیقَة شَاطِئ اَلجُمیراَ) یکی از پارک‌های دبی
ویکی از نقاط دیدنی امارات متحده عربی است.
«پارک ساحلی جمیرا»
با وسعتی در حدود ۱۲ هکتار در خیابان ساحلی جمیرا واقع گردیده‌است. این پارک بسیار محبوب است. دریای لاجوردی، درختان نخل، یک ساحل طویل و باریک، باغ‌ها و چمنزارهای زیبا و وسیع، محیط دلپذیری را برای سکنه و گردشگران به وجود آورده‌است. محل‌هایی برای طبخ باربیکیو، زمین مخصوص والیبال و کیوسک‌های فروش غذا ونوشیدنی از دیگر امکانات این پارک می‌باشند. نیروهای نجات غریق در طول ساعت‌های مجاز برای شنا کردن (۸ صبح تا ۶ بعد از ظهر) در کنار ساحل حضور دارند. استفاده از دوچرخه و اسکیت نیز در این پارک مجاز نمی‌باشد. ورودیه: ۵ درهم (۲۰ درهم برای ورود اتومبیل) ساعات بازدید: ۸ صبح تا ۱۰٫۳۰ شب (روزهای تعطیل: ۸ صبح تا ۱۱ شب) روزهای شنبه اختصاص به خانم‌ها و کودکان (زیر ۵ سال) دارد.
این پارک در حال حاضر تعطیل است، تا پایان ساخت کانال آبی دبی (قنات دبی المائیة) که در دست ساخت است، و به گفتهٔ مسؤلین تا نیمه سال ۲۰۱۷ ادامه خواهد داست.